# (3759) Piironen
(3759) Piironen es un asteroide perteneciente al cinturón de asteroides, descubierto el 8 de enero de 1984 por Edward Bowell desde la Estación Anderson Mesa (condado de Coconino, cerca de Flagstaff, Arizona, Estados Unidos).

## Designación y nombre
Designado provisionalmente como 1984 AP. Fue nombrado Piironen en honor al astrónomo finlandés Jukka Piironen.